# Центральний військовий округ (КНР)
Центральний військовий округ Народно-визвольної армії Китаю (ЦВО НВАК, кит. 中部战区, пін. Zhōngbù zhànqū) зі штаб-квартирою в Пекіні сформований з частин колишніх Гуанчжоуського, Ланьчжоуського, Пекінського і Цзінанського військових округів Китайської Народної Республіки: охоплює провінції Хебей, Хенань, Хубей, Шаньсі, Шеньсі і міста прямого підпорядкування Пекін і Тяньцзінь у центральній частині країни.
Цей регіон опікується військовими загрозами, що стосуються напряму столиці КНР та верхівки партійного апарату і здебільшого орієнтований на забезпечення логістичної і бойової підтримки інших округів.

## Склад
ЦВО НВАК складається з Сухопутного командування, якому підпорядковані 81-й, 82-й та 83-й армійські корпуси, що доповнені спеціалізованими, десантними та артилерійськими бригадами.
Його військово-морська компонента — бригади морської піхоти, інших підрозділів ВМС округ у своєму складі не має.
Загалом на 2024 рік округ включав такі формування:
- Сухопутні сили:
  - 18 загальновійськових бригад
  - три бригади ППО
  - три артилерійські бригади
  - три бригади армійської авіації (одна з яких штурмова);
- Морські сили:
  - Корпус морської піхоти:
    - дві бригади
- Сили спеціальних операцій:
  - дві бригади
- Повітряні сили:
  - дві авіабази[a]
  - 10 бригад винищувачів/штурмовиків
  - одна авіатранспортна бригада
  - одна дивізія бомбардувальників
  - одна бригада бомбардувальників;
- Ракетні війська
  - 9 ракетних бригад
  - одна група ракетних ШПУ.